# Шемаха-кала

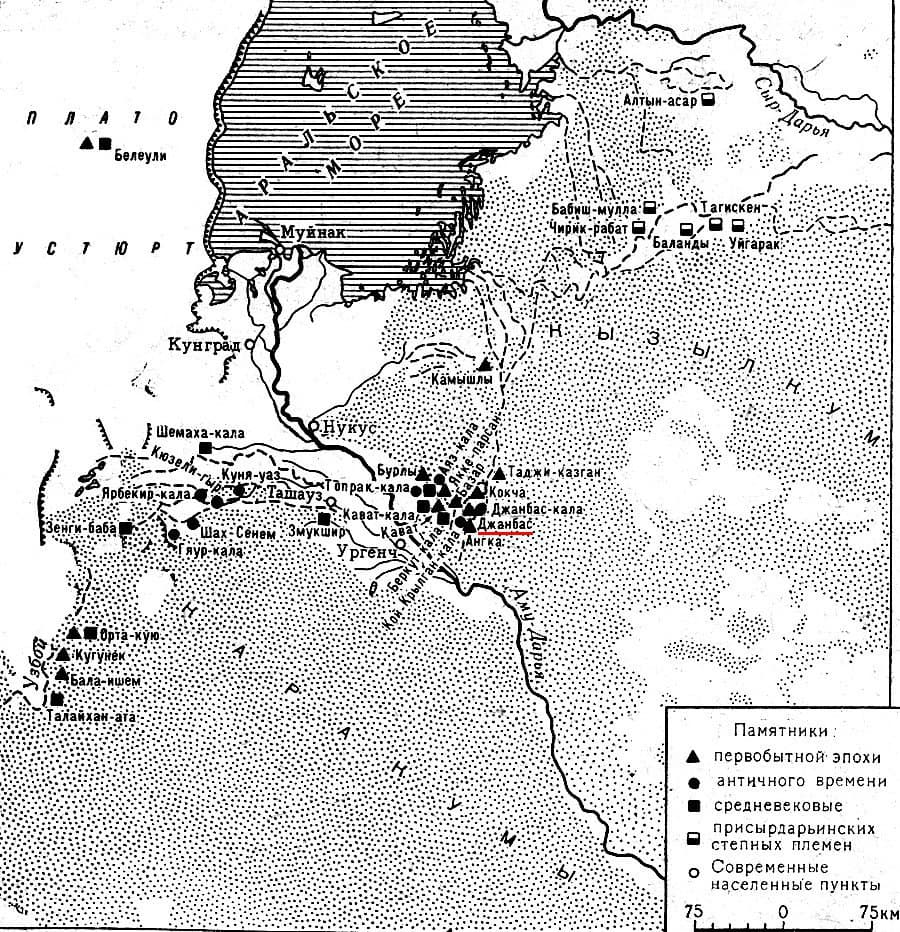
Шемаха-кала на карте городов Хорезма

Шемаха-кала (также: Шамахакала, Терсек туркм. Şemaha gala) - крупный средневековый город Туркменистана, торгово-ремесленный центр Хорезма и его крайний западный форпост в XIII-XVII вв. 

## Расположение
Развалины города расположены в юго-восточной части плато Устюрт, примерно в 50 км на запад от г. Кёнеургенч Дашогузского велаята Туркменистана, в Присарыкамышской дельте Амударьи, на берегу ее древнего протока Дарьялык. 

## Описание
Первоначально, город Шемаха-кала был построен в период раннего средневековья в качестве крепости, обнесенно прямоугольником мощных стен с огромными башнями. Вероятнее всего, город был уничтожен при монгольском нашествии в XIII в., однако к XIV в. вновь расцвел, хотя его разрушенные укрепления не были никогда восстановлены. 
Поразительную картину представляет Шемаха-кала с воздуха: улицы и переулки перехлестывается за линию развалин древних укреплений, по мере разрастания города на запад, восток и север. Очень хорошо сохранилась планировка послемонгольского города: каменные, сложенные из плит стены домов сохранились на значительную высоту.
В центре Шемаха-калы сохранились Соборная мечеть с двором, окруженным несколькими рядами колонн, а также другая огромная мечеть за городом. Также хорошо видны остатки средневековых ремесленных кварталов города, такие как квартал гончаров, квартал плавильщиков железа и кузнецов. Город окружали многочисленные каменные и кирпичные мавзолеи, остатки которых удалось обнаружить в ходе раскопок. Особенно эффектно оформление ворот города с рухнувшим куполом над проходом и с колоннадой портика. Близ них нами была найдена каменная капитель одной из колонн, волюты которой завершаются масками львов. 
Также, археологам удалось собрать сотни фрагментов богато орнаментированной глазурованной посуды, фаянса, фарфора, поражающих небывалым обилием орнаментальных мотивов и тонов расцветки.